# Спор, Арнольд
Арнольд Теодор Спор (англ. Arnold Theodore Spor) — канадский балетный танцовщик, театральный администратор, хореограф и педагог, художественный директор Королевского балета Виннипега в 1958—1988 годах. Сыграл ключевую роль в превращении Королевского балета Виннипега в одну из ведущих театральных трупп Канады, пользующуюся международной известностью. Лауреат премии Молсона (1970) и Премии генерал-губернатора (1998), компаньон ордена Канады (2003).

## Биография
Родился в Рейне (Саскачеван) в 1925 году. Пятый из семи детей лютеранского священника Джорджа Спора и Эрмины Спор (урожденной Шальме). В шестилетнем возрасте, в годы Великой депрессии, перебрался с семьей в Виннипег. С детства увлекался спортом и музыкой и достиг успехов в игре на фортепиано. Впервые познакомился с балетом в 1942 году, сопровождая младшую сестру Эрику на гастрольный спектакль Русского балета Монте-Карло. Спустя два года сам начал тайно посещать занятия у иммигрантов из Великобритании — Гвинет Ллойд и Бетти Фарралли, незадолго до этого основавших труппу Виннипегского балета. С 1945 по 1954 годы танцевал в составе этой труппы и стал ее премьером.
После того как здание Виннипегского балета было уничтожено пожаром в 1954 году, Спор отправился в Лондон, чтобы продолжить обучение. Там, среди прочего, ему довелось выступить в рождественской пантомиме с Алисией Марковой. По возвращении в Канаду в 1957 году занял должность временного директора Виннипегского балета, а с 1958 года официально стал художественным директором этой труппы.
Оставался в должности художественного директора театра до июня 1988 года, за это время превратив Королевский балет Виннипега в одну из ведущих театральных трупп Канады, пользующуюся известностью и на международном уровне. Под руководством Спора репертуар труппы характеризовало разнообразие, призванное удовлетворить вкусы любой аудитории и облегчающее успех на гастролях. Среди прочих, репертуар включал произведения на современную канадскую тематику, в том числе The Shining People на музыку Леонарда Коэна (хореограф Брайан Макдональд) и The Ecstasy Риты Джо (хореограф Норберт Весак). Спор приглашал работать с труппой также специалистов из США, таких как Агнес де Милль и Джон Ноймайер.
В 1970 году создал профессиональное отделение Королевской балетной школы Виннипега под руководство Дэвида Морони. Среди выпускников этой школы были известные канадские исполнители Эвелин Харт и Дэвид Перегрин. Сам Спор много лет участвовал в проведении летней балетной школы при Банфском центре дополнительного образования.
После выхода на пенсию в 1988 году оставался почетным художественным директором Королевского балета Виннипега, но одновременно работал с другими танцевальными труппами. Помог предотвратить роспуск труппы Winnipeg’s Contemporary Dancers, сотрудничал с коллективом Ballet Jörgen как консультант, а с 1993 года как помощник директора. По мере ухудшения здоровья сосредоточился на работе с молодыми исполнителями в Виннипеге. Умер от хронической болезни почек в доме престарелых в Виннипеге в 2010 году в возрасте 86 лет.

## Награды и звания
- Медаль «В память 100-летия Канады» (1967)[5]
- Премия Молсона (1970)
- Офицер ордена Канады (1970), компаньон ордена Канады (высшая степень ордена, 2003)[6]
- Медаль Серебряного юбилея королевы Елизаветы II (1977)[5]
- Премия журнала Dance (1982, первый лауреат из Канады[4])
- Премия генерал-губернатора в области сценического искусства (1998)
- Кавалер ордена Манитобы (2000)
- Почетный доктор Университета Виктории, Манитобского университета (1970) и Виннипегского университета (1983)[5]